# Karl-Maria Steffens
Karl-Maria Steffens (* 8. Dezember 1928 in Prüm; † 31. Dezember 2020 in Bad Münstereifel) war ein deutscher Schauspieler, Hörspiel- und Synchronsprecher.

## Leben
In der Spielzeit 1954/55 war Karl-Maria Steffens am Meininger Theater engagiert, von 1961 bis 1995 gehörte er dem Berliner Ensemble an. Einzelheiten hinsichtlich seiner Bühnenlaufbahn sind nicht zu ermitteln.
Vor der Kamera arbeitete Steffens seit Beginn der 1960er Jahre, dabei wiederholt in den Krimireihen Der Staatsanwalt hat das Wort und Polizeiruf 110. 1997 spielte er die Titelrolle in der 6-teiligen Serie Flieg, Opa, flieg. Daneben war Steffens als Hörspielsprecher tätig und mit mehr als 170 Einsätzen besonders umfangreich in der Synchronisation. Neben Filmproduktionen lieh er seine Stimme mehrfach Kollegen in Serien wie Emergency Room – Die Notaufnahme, Raven, Jim Bergerac ermittelt, Perry Mason oder Daniel Boone.

## Filmografie (Auswahl)
- 1963: Die Räuberbande
- 1964: Eine amerikanische Hochzeit
- 1966: Fernsehpitaval – Die Synagoge brennt
- 1966: Der Staatsanwalt hat das Wort – Am Mozartplatz
- 1967: Der kurfürstliche Narr
- 1968: Verhör im Gymnasium
- 1969: Aufregende Jahre (6 Folgen)
- 1970: Der Streit um den Sergeanten Grischa
- 1971: Der überlistete König
- 1971: Optimistische Tragödie
- 1972: Leichensache Zernik
- 1972: Polizeiruf 110 – Das Haus an der Bahn
- 1972: Polizeiruf 110 – Der Tote im Fließ
- 1972: Polizeiruf 110 – Blütenstaub
- 1973: Polizeiruf 110 – Siegquote 180
- 1974: Der aufhaltsame Aufstieg des Arturo Ui (Theateraufzeichnung)
- 1975: Eine Stunde Aufenthalt
- 1977: Zur See – Zwei Briefe
- 1977: Zweite Liebe – ehrenamtlich
- 1978: Das Leben des Galileo Galilei
- 1981: Trompeten-Anton
- 1981: Polizeiruf 110 – Der Teufel hat den Schnaps gemacht
- 1982: Die Gerechten von Kummerow
- 1985: Schauspielereien – Liebhaber
- 1985: Der Staatsanwalt hat das Wort – Verblendet
- 1988: Polizeiruf 110 – Eine unruhige Nacht
- 1989: Rita von Falkenhain (4 Folgen)
- 1989: Großer Frieden (Theateraufzeichnung)
- 1989: Die gläserne Fackel (2 Folgen)
- 1989: Der Staatsanwalt hat das Wort – Geisterfahrer
- 1989: Polizeiruf 110 – Der Fund
- 1990: Albert Einstein – Der letzte Sommer
- 1990: Bahnhof für Robert
- 1990: Kartoffeln mit Stippe
- 1997: Flieg, Opa, flieg! (6 Folgen)
- 1998: Für alle Fälle Stefanie – Verweigern und zerbrechen
- 1998: Ein Mord für Quandt – Schachspieler

## Hörspiele (Auswahl)
- 1976: Malembreuse oder Die übertriebene Höflichkeit – Autor. Robert Soulat – Regie: Peter Groeger
- 1977: Römisches Bad – Autor: Stanislaw Stratiew – Regie: Peter Groeger
- 1979: Kastration mehr oder weniger sanft – Autor: Gerd-Peter Eigner – Regie: Peter Groeger
- 1979: Die Geschichte von der alten Uhr – Autor: Ranko Risojevic – Regie: Peter Groeger
- 1980: Die Verurteilung des Dedan Kimathi – Autoren: Ngugi Wa Thiongo und Micere Githae Mugo – Regie: Peter Groeger
- 1981: Unser unmenschliches Haus – Autor: Giorgio Bandini – Regie: Helmut Hellstorff
- 1983: Helle – Autor: Henning Mortensen – Regie: Peter Groeger
- 1987: Nebenstraßen – Autor: Endre Illes – Regie: Peter Groeger
- 1990: Der eine Abend und der andere – Autor: Endre Vészi – Regie: Peter Groeger
- 1993: Morgen wird die Hochzeit sein – Autorin: Christina Calvo – Regie: Peter Groeger
- 1994: Der Spitzer – Autor: Alexander Götz – Regie: Peter Groeger und Siegfried Pfaff

## Synchronrollen (Auswahl)
(Angegeben ist jeweils das Erscheinungsjahr des Films, die Synchronisation erfolgte teilweise später.)
- 1936: E. E. Clive als Charles Fendwick in Kain und Mabel
- 1944: Miles Mander als Giles Conover in Die Perle der Borgia
- 1945: Donald Meek als Willie Crump in Der dünne Mann kehrt heim
- 1946: Holmes Herbert als Ebenezer Crabtree in Jagd auf Spieldosen
- 1955: Russell Collins als Mr. Hastings in Stadt in Angst
- 1955: Stanley Holloway als General in Ein Alligator namens Daisy
- 1967: Miguel del Castillo als Sam Scott in Django – unersättlich wie der Satan
- 1969: Lionel Stander als Marry in Hügel der blutigen Stiefel
- 1973: Donald Pleasence als Malachi in Mallys Bucht
- 1973: Kenneth Connor als Bürgermeister Bumble in Mißwahl auf Englisch
- 1977: František Filipovský als Liškas Großvater in Wie wäre es mit Spinat?
- 1977: Arthur Jensen als Parkwächter in Die Olsenbande schlägt wieder zu
- 1978: Maurice Chevit als Lomont in Zucker, Zucker!
- 1980: Pippo Santonastaso als Don Cirillo in Der gezähmte Widerspenstige
- 1982: Oleg Anofrijew als Räuber Nachtigall in Abenteuer mit der Tarnkappe
- 1988: Lionel Jeffries als Jarvis Huntley-Pike in Alles nur Theater
- 1992: David Rosenbaum als Herr Klausman in Böse Augen lügen nicht
- 1993: Clarence M. Landry als Larry in Deadfall
- 1993: Donald Moffat als Frank Harrington in Böse Schatten
- 1996: Stanley Anderson als Erzbischof in  Zwielicht
- 1997: Richard Briers als Bischof in Spice World – Der Film
- 1998: William Byrd als Lester Petersen in Der Pferdeflüsterer
- 1999: Joe Rigano als Dominic Manetta in Reine Nervensache
- 1999: Jonathan Tegua Cook als Jäger in Ghost Dog – Der Weg des Samurai
- 1999: Bill Gratton als Earl in The Green Mile
- 2001: Philip Bosco als Otis in Kate & Leopold